# Bursztynowa Promenada Gwiazd

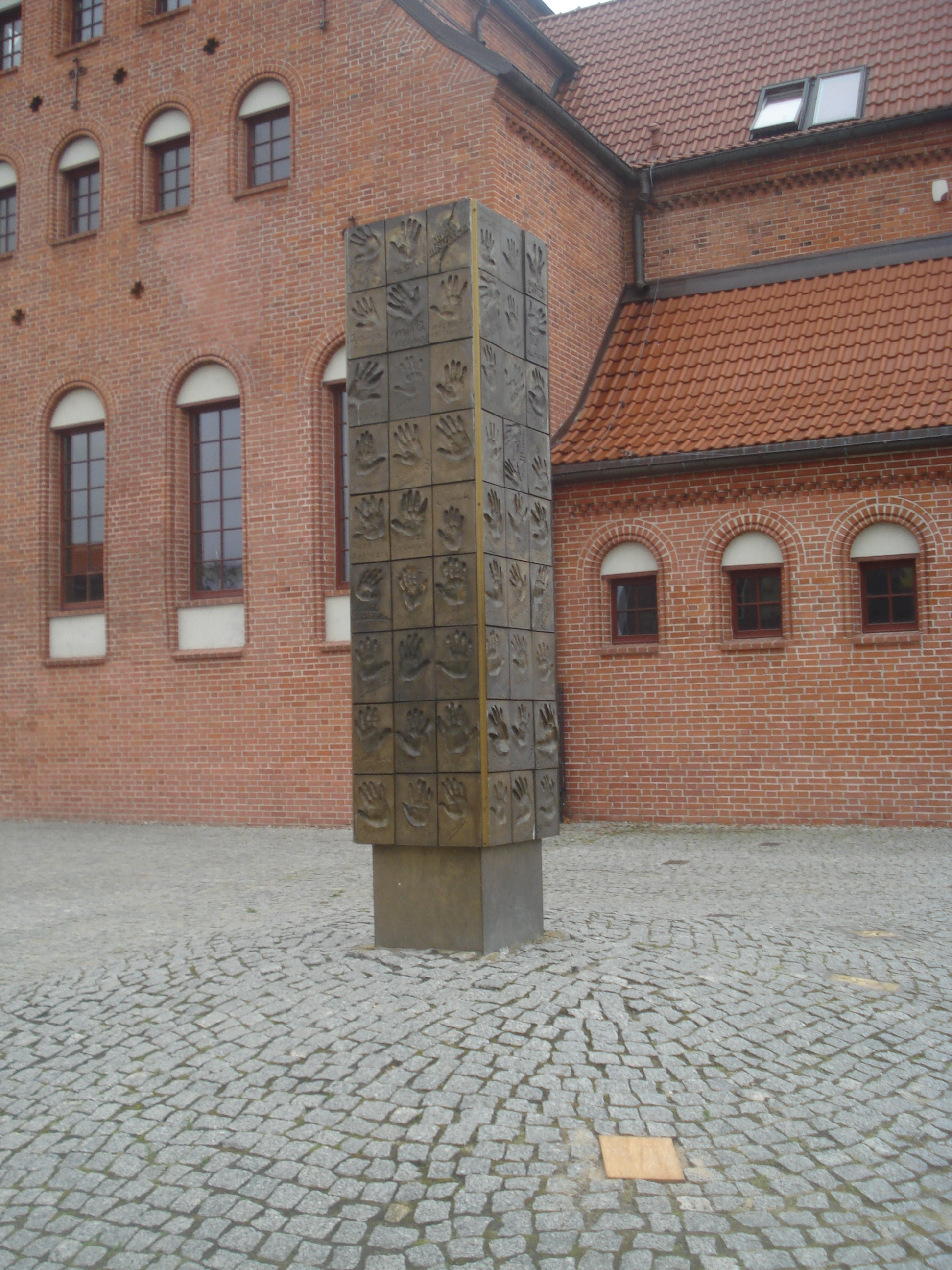
Bursztynowa Promenada Gwiazd w Gdańsku

Bursztynowa Promenada Gwiazd – aleja dziedzińca Polskiej Filharmonii Bałtyckiej w Gdańsku na Ołowiance, honorująca wybitnych artystów filmu, muzyki, literatury i sztuk pięknych z Polski i zagranicy, istniejąca od 2006. Podczas Festiwalu Gwiazd w Międzyzdrojach odbywa się ceremonia odsłonięcia nietypowych "autografów" kiedy to artyści symbolicznie odciskają swoje dłonie w brązie, skopiowane potem i zamontowane na słupie autorstwa prof. Adama Myjaka znajdującym się w Gdańsku, mieszczącym odciski 108 artystów (w 2006 po raz pierwszy odsłonięto piętnaście odcisków dłoni artystów, w 2007 i 2008 po trzynaście). Aleja jest projektem kierownictwa Festiwalu Gwiazd i władz Gdańska.

## Uhonorowani artyści
| Artysta                 | Kraj              | Data Odsłonięcia           |
| ----------------------- | ----------------- | -------------------------- |
| Andrzej Grabowski       | Polska            | 2 lipca 2006               |
| Volker Schlöndorff      | Niemcy            | 2 lipca 2006               |
| Andrzej Chyra           | Polska            | 2 lipca 2006               |
| Jerzy Maksymiuk         | Polska            | 2 lipca 2006               |
| Gabriela Kownacka       | Polska            | 2 lipca 2006               |
| Paweł Huelle            | Polska            | 2 lipca 2006               |
| Grażyna Barszczewska    | Polska            | 2 lipca 2006               |
| Janusz Morgenstern      | Polska            | 2 lipca 2006               |
| Jerzy Zelnik            | Polska            | 2 lipca 2006               |
| Mikołaj Grabowski       | Polska            | 2 lipca 2006               |
| Joanna Brodzik          | Polska            | 2 lipca 2006               |
| Peter Greenaway         | Wielka Brytania   | 2 lipca 2006               |
| Jerzy Stuhr             | Polska            | 2 lipca 2006               |
| Wojciech Kilar          | Polska            | 2 lipca 2006               |
| Franciszek Starowieyski | Polska            | 2 lipca 2006               |
| Maciej Stuhr            | Polska            | 6 lipca 2007               |
| Karolina Gruszka        | Polska            | 6 lipca 2007               |
| Stefan Chwin            | Polska            | 6 lipca 2007               |
| Jan Kanty Pawluśkiewicz | Polska            | 6 lipca 2007               |
| Krzysztof Krauze        | Polska            | 6 lipca 2007               |
| Agnieszka Grochowska    | Polska            | 6 lipca 2007               |
| Andrzej Bartkowiak      | Polska            | 6 lipca 2007               |
| Mirosław Baka           | Polska            | 6 lipca 2007               |
| Grzegorz Turnau         | Polska            | 6 lipca 2007               |
| Piotr Uklański          | Polska            | 6 lipca 2007               |
| Borys Szyc              | Polska            | 6 lipca 2007               |
| Márta Mészáros          | Węgry             | 6 lipca 2007               |
| David Lynch             | Stany Zjednoczone | 6 lipca 2007               |
| Józef Szajna            | Polska            | 6 lipca 2008 (pośmiertnie) |
| Kiejstut Bereźnicki     | Polska            | 6 lipca 2008               |
| Jacek Bromski           | Polska            | 6 lipca 2008               |
| Stasys Eidrigevičius    | Litwa             | 6 lipca 2008               |
| Władysław Kowalski      | Polska            | 6 lipca 2008               |
| Anna Maria Jopek        | Polska            | 6 lipca 2008               |
| Krzysztof Penderecki    | Polska            | 6 lipca 2008               |
| Jerzy Pilch             | Polska            | 6 lipca 2008               |
| Bohdan Stupka           | Ukraina           | 6 lipca 2008               |
| Karen Szachnazarow      | Rosja             | 6 lipca 2008               |
| Robert Więckiewicz      | Polska            | 6 lipca 2008               |
| Petr Zelenka            | Czechy            | 6 lipca 2008               |
| Faye Dunaway            | Stany Zjednoczone | 6 lipca 2008               |
| Ian Gillan              | Wielka Brytania   | 22 sierpnia 2009           |
| Lech Janerka            | Polska            | 22 sierpnia 2009           |
| Artur Rojek             | Polska            | 22 sierpnia 2009           |
| Nina Hagen              | Niemcy            | 22 sierpnia 2009           |
| Anna Paquin             | Kanada            | 31 sierpnia 2009           |
| John Kent Harrison      | Kanada            | 31 sierpnia 2009           |
| Marcia Gay Harden       | Stany Zjednoczone | 31 sierpnia 2009           |
| Leszek Możdżer          | Polska            | 4 września 2009            |
| Michael Nyman           | Wielka Brytania   | 4 września 2009            |
| Jerzy Janiszewski       | Polska            | 12 sierpnia 2011           |
| Antoni Krauze           | Polska            | 12 sierpnia 2011           |
| Krystyna Zachwatowicz   | Polska            | 12 sierpnia 2011           |